# Larriba
Larriba es una localidad de la comunidad autónoma de La Rioja, perteneciente al municipio de Ajamil de Cameros. Según el INE, tenía 8 habitantes en 2009. Sufrió una fuerte emigración durante el siglo XX ya que en 1900 era un municipio independiente que contaba con 437 habitantes (incluidos los habitantes de su entonces aldea Torremuña).

## Geografía
Se encuentra en plena sierra del Hayedo de Santiago en el Camero Viejo. Cerca del núcleo nace el río Manzanares, afluente del Cidacos, que pasa por las localidades de Zarzosa y Munilla.

## Historia
Fue aldea de Torremuña hasta finales del siglo XIX, cuando probablemente se constituyera como ayuntamiento. En esta época o a principios del siglo XX, Torremuña pasó a ser esta vez aldea de Larriba, hasta 1972 cuando ambas se incorporan al municipio de Ajamil.

## Geografía humana

### Demografía
| Gráfica de evolución demográfica de Larriba entre 1842 y 1970 |
| |
| Población de derecho según los censos de población del INE Población de hecho según los censos de población del INEEn estos censos se denominaba Torremuña: 1842, 1857, 1860, 1877, 1887 y 1897 Entre el censo de 1981 y el anterior, este municipio desaparece porque se integra en el municipio 26004 (Ajamil) |

En la tabla se muestra la evolución demográfica del ya extinto municipio de Larriba (compuesto por dicha localidad y la aldea de Torremuña) aunque hasta 1900 era Torremuña la capital del municipio, por lo que los valores comprendidos entre 1857 y 1970 se corresponden a dicho municipio, mientras que los valores a partir de 1981 corresponden únicamente a la localidad de Larriba, actualmente perteneciente a Ajamil de Cameros.
| Gráfica de evolución demográfica de Larriba entre 1857 y 2011                                            |
| |
| Población de derecho según los censos de población del INE. Población según el padrón municipal de 2017. |

Larriba contaba a 1 de enero de 2010 con una población de 8 habitantes, 5 hombres y 3 mujeres.
| Gráfica de evolución demográfica de Larriba entre 2000 y 2010                                    |
|                                                                                                  |
| Población de derecho (2000-2010) según los censos de población del INE a 1 de enero de cada año. |

## Iglesia de Santa María[6]

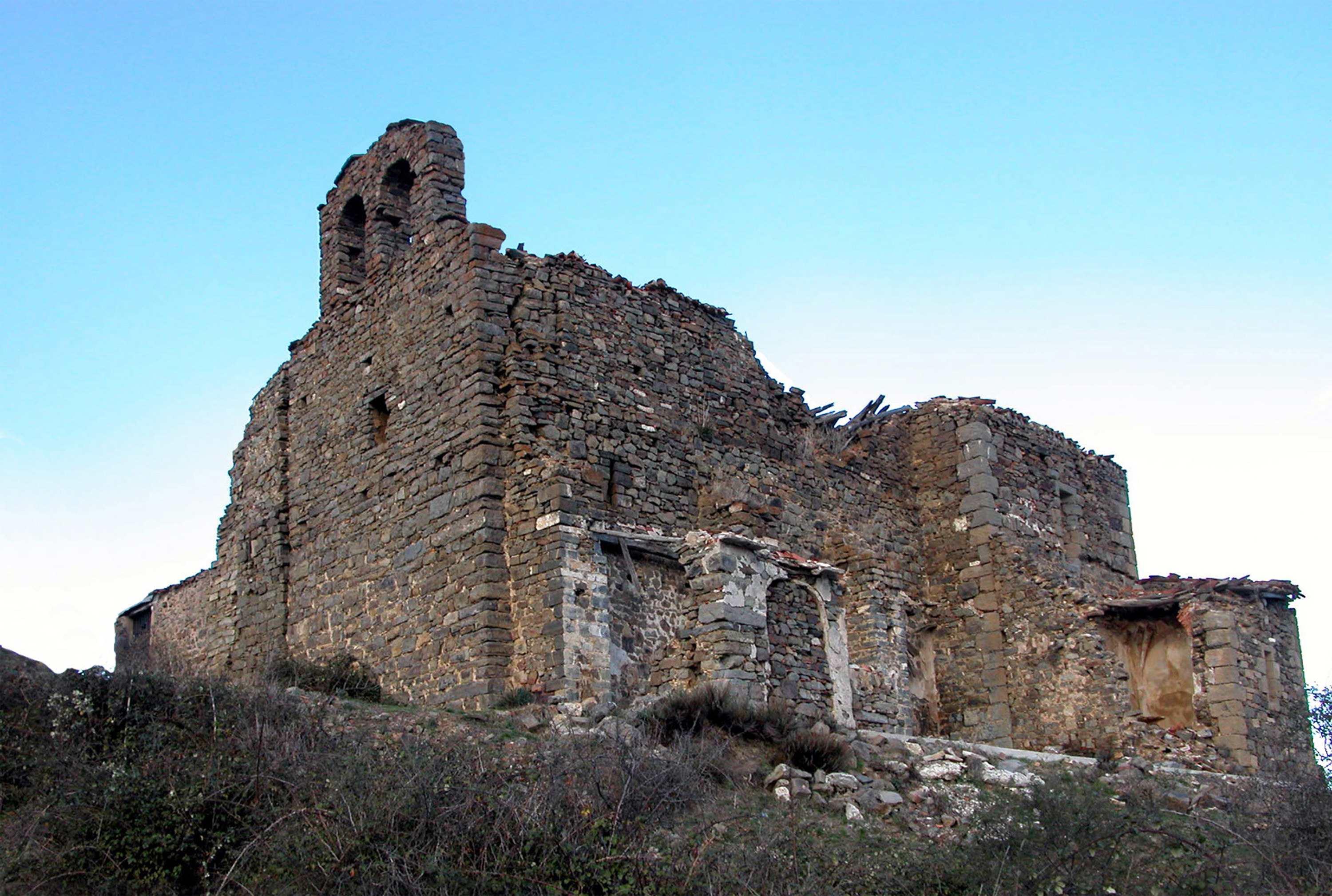
Iglesia de Santa María.
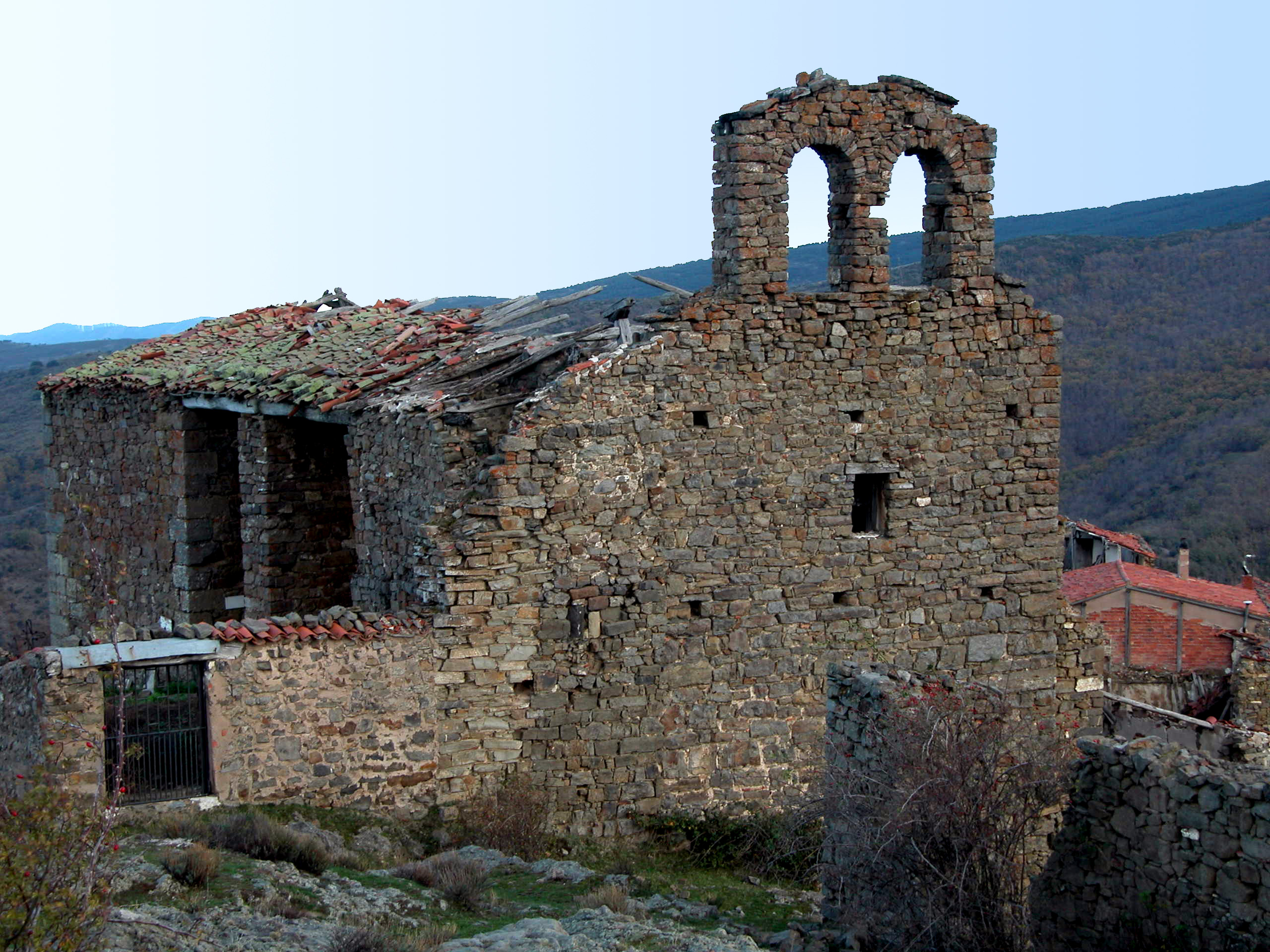
Espadaña de la iglesia en ruinas de Santa María.
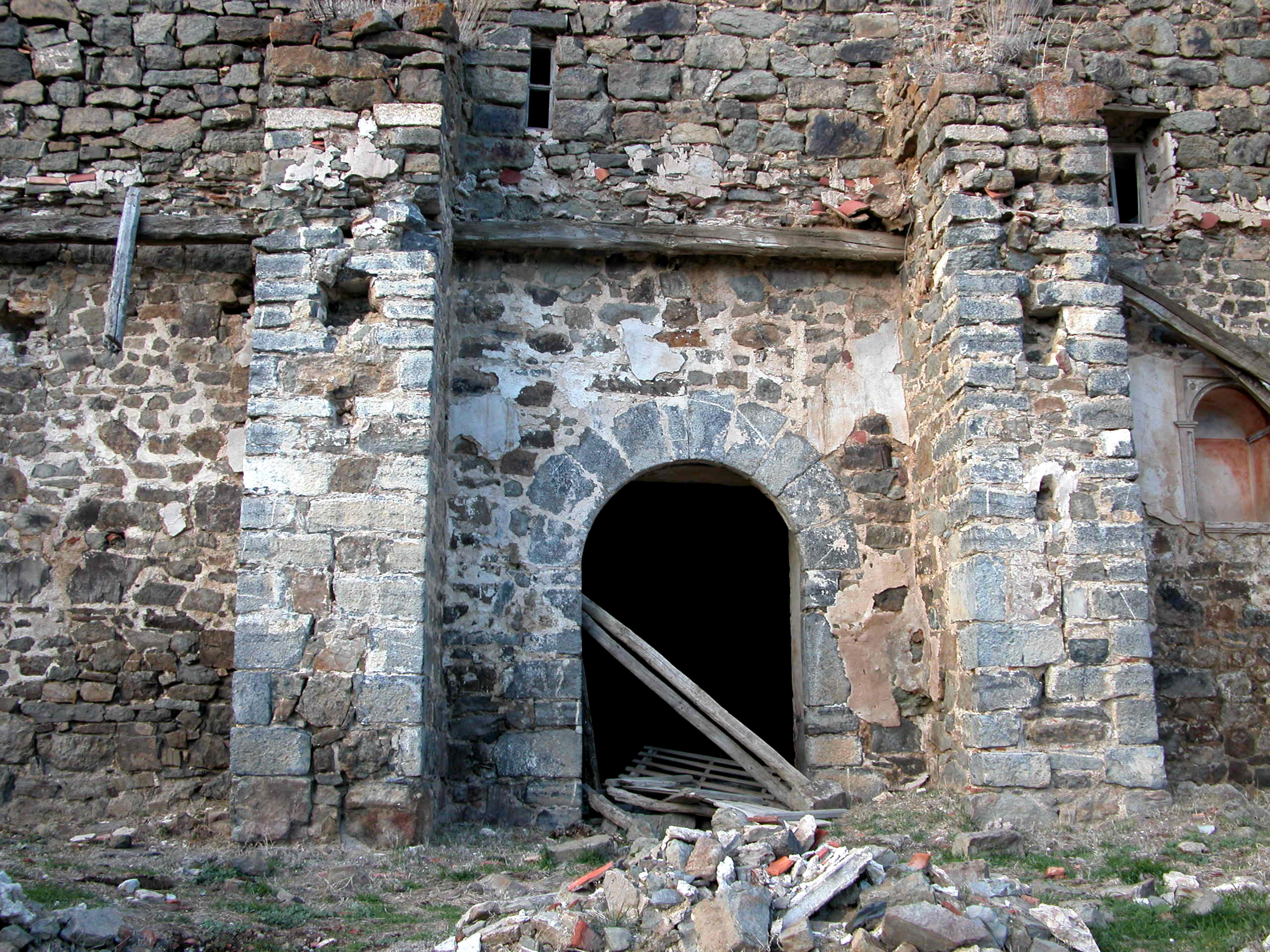
Puerta de entrada a la iglesia de Santa María.
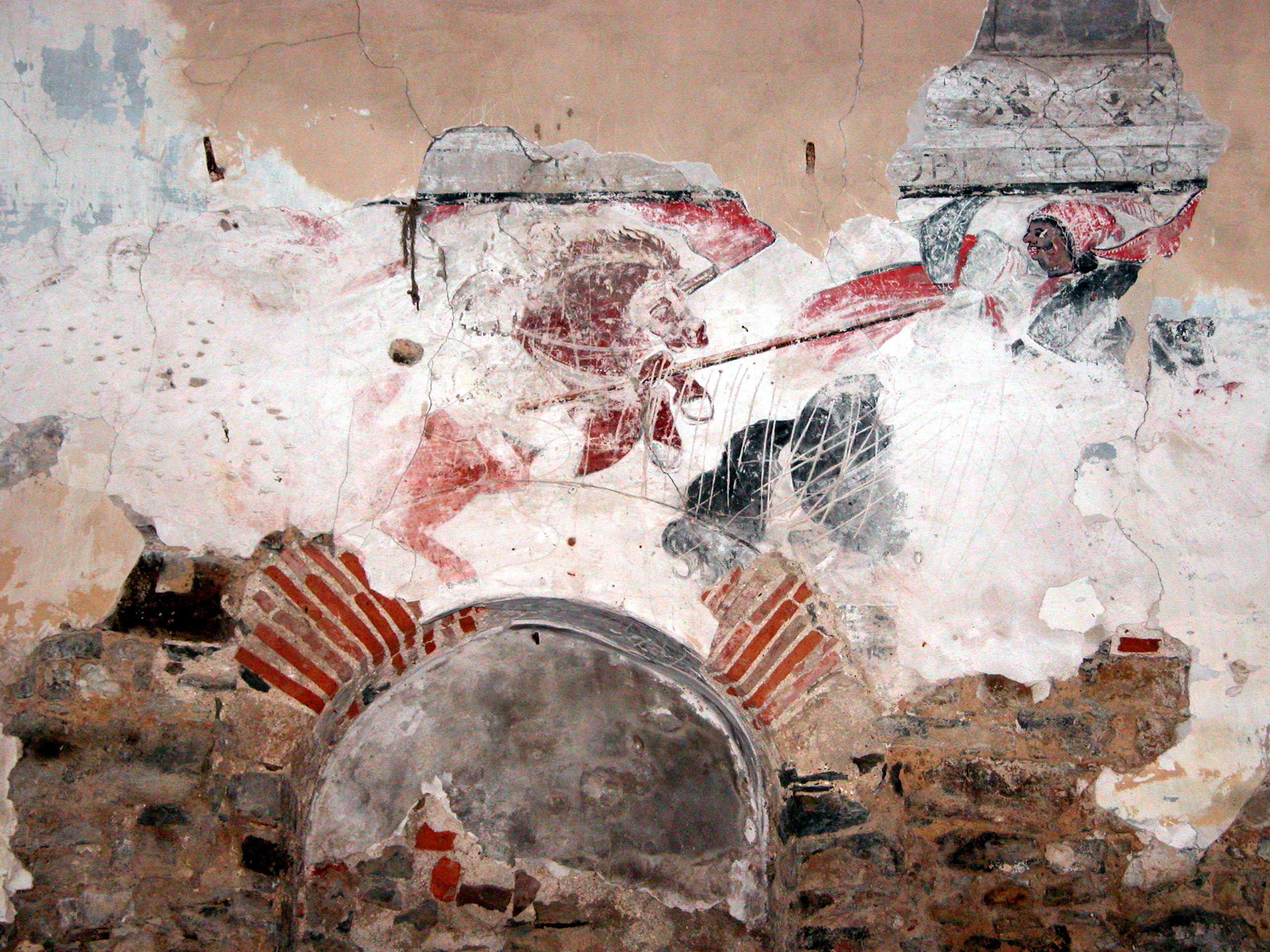
Restos de pintura mural en el interior de la iglesia de Santa María.